# Mistrovství světa v biatlonu 2027
Mistrovství světa v biatlonu v roce 2027 se uskuteční ve Sportovním centru Tehvandi v estonském Otepää. Bude to poprvé, kdy bude toto biatlonové středisko i celé Estonsko pořádat mistrovství světa – dosud se zde konaly jen závody nižší soutěže (IBU Cup) a jeden závod světového poháru v roce 2022. 
Mistrovství proběhne v termínu 9. až 21. února 2027.

## Volba pořadatele
O pořadateli se hlasovalo na kongresu Mezinárodní biatlonové unie v září 2022. Protikandidátem bylo finské Kontiolahti.